# SPARC (коаліція)
SPARC (Scholarly Publishing and Academic Resources Coalition) — коаліція наукових видань та академічних ресурсів, організація бібліотечних спільнот, що виступає за розширення відкритого доступу до знань. Коаліція переконана, що швидке і всеохопне розповсюдження відкритого доступу до наукових матеріалів сприятиме ефективнішому навчальному процесу, розвитку науки та збільшить кількість інвестицій. SPARC підтримала спільнота з 800 наукових академічних бібліотек з усього світу.